# 루카스 비판
루카스 비판(영어: Lucas critique)은 경제 정책 평가에 있어 경제주체의 기대를 고려하지 않은 전통적 거시계량경제모형은 신뢰할 수 없다고 비판한 경제학자 로버트 루카스의 주장이다. 루카스 비판은 전통적인 거시계량모형이 정책평가에 사용할 수 없을 뿐만 아니라 정책에 대항 대중의 기대가 정책 효과에 영향을 미친다는 것을 시사한다. 경제 모형에서 대중의 기대를 중시한 루카스 비판을 통해 거시경제학에서 미시경제학적 탐구가 진지하게 논의되기 시작했다. 더 나아가 루카스 비판은 케인즈 학파의 결정방식을 정부의 정책 변수를 바꾸지 않으면서 반영하려는 것은 고려될 수 없다고 주장한다. 단순히 말하자면, 중앙은행이 통화정책을 사용하거나 정부가 재정정책을 사용하거나 누가 무엇을 하든 간에 결국 이러한 정책의 효과를 미리 알고 있는 이성적인 사람들이 예측과 다르게 행동할 것이기에 어떠한 정책도 시장에 아무런 영향을 끼치지 못한다는 것이다.

## 정책무력성
기존의 전통적 거시경제학은 정부, 기업, 개인의 행동을 방정식을 이용해 정량적으로 측정하고자 했다. 하지만 루카스는 '급변하는 경제 이론에 대해 우리가 알고 있다는 사실은 이러한 예측들이 틀렸다는 것을 암시한다.'라고 말했다. 이런 루카스의 판단에는 현재의 경제상태를 가정한 경제 정책이 사람들의 미래 정책에 대한 예측을 달리하고 결국엔 결정(decision rule)을 달리할 것이므로 무력하다는 루카스의 생각이 전제되어 있다. 루카스는 국가가 정책을 수립하면 사람들은 그 정책에 따라 예측을 다르게 하고 그 예측에 따른 대처 또한 바뀌는데 이는 정책을 무력하게 한다고 생각하여 화폐 발행을 방만하게 운영할수록 화폐정책은 점차 그 효과를 잃을 것이라고 주장했다.

## 예시
필립스 곡선은 실업률과 물가상승률 간에 음의 상관관계가 있어 실업률이 증가할수록 물가상승률이 감소하고 실업률이 감소할수록 물가상승률이 증가한다고 한다. 사실 필립스 곡선은 루카스가 1976년 루카스 비판을 기고하는 데에 영향을 주기도 했는데 물가상승률의 증가에 실업률이 감소한다는 규칙을 발견하고 정책 결정자가 물가상승 정책을 피면 단기적으로 실업률이 감소할지는 몰라도 노동시장이 물가상승이라는 상황을 인식하고 생산단위를 줄임에 따라 실업률은 다시 증가하게 된다. 결국 물가만 상승하는 결과를 초래하게 된다는 것이다.

## 같이 보기
- 동태확률 일반균형
- 게임 이론
- 성급한 일반화
- 거시경제 모델
- 정책무력성 명제
- 귀납의 문제
- 합리적 기대